# Albert de Bourbon
Albert de Bourbon ou de Bourbon-Naples, né au palais royal de Naples, le 2 mai 1792 et mort en mer à bord du HMS Vanguard le 24 décembre 1798), est le septième fils et l'avant-dernier des dix-huit enfants du roi Ferdinand Ier des Deux-Siciles et de la reine Marie-Caroline d'Autriche.
Il meurt d'épuisement la veille du jour de Noël 1798, dans le bateau, le transportant de Naples en Sicile, après la fuite de la famille royale.

## Biographie
Albert (Alberto Lodovico Maria Filipo Gaetano de son nom complet) est le septième fils et l'avant-dernier des dix-huit enfants de Ferdinand IV, roi de Naples (1751-1825) et de l'archiduchesse Marie-Caroline d'Autriche (1752-1814). À sa naissance, il est troisième dans l'ordre de succession au trône de Naples, après ses frères François et Léopold.
Sa sœur Marie-Amélie devient en 1830 reine des Français en épousant, en 1809, le futur Louis-Philippe Ier. Sa famille est marquée par des drames : beaucoup de ses frères et sœurs sont morts dans leur petite enfance. En 1793, son oncle le roi Louis XVI (le 21 janvier) et sa tante la reine Marie-Antoinette d'Autriche (le 16 octobre) sont guillotinés. La mort de sa sœur constitue un drame pour Marie-Caroline.
En 1798, l'armée révolutionnaire française envahit Naples, la famille royale est dès lors contrainte à l'exil et se rend en Sicile. Les princes et leurs parents quittent Naples en bateau, le HMS Vanguard. C'est en mer, durant la traversée, qu'Albert meurt le 24 décembre 1798, d'épuisement à l'âge de 6 ans.
Il est inhumé à la basilique Santa Chiara de Naples.

## Titres et honneurs

### Titulature
- 2 mai 1792 - 24 décembre 1798 : Son Altesse Royale Don Albert, prince de Naples et de Sicile.

### Honneurs
Le prince Albert de Bourbon est :
- Chevalier de l'ordre de Saint-Janvier (Deux-Siciles).